# Place des Bienfaiteurs
La place des Bienfaiteurs (en néerlandais : Weldoenersplein) est une place bruxelloise de la commune de Schaerbeek, située sur l'avenue Rogier. La rue Artan, la grande rue au Bois, l'avenue Jan Stobbaerts, la rue Frans Binjé et la rue Godefroid Devreese y aboutissent également.

## Histoire et description
La place des Bienfaiteurs a été inaugurée le 14 juillet 1907. La commune de Schaerbeek a voulu rendre hommage aux bienfaiteurs de sa commune, parmi lesquels Jean-Joseph Caroly, avocat, qui avait légué à la commune une somme de 500 000 francs pour la construction d'un hospice.
La commune avait chargé Edmond Galoppin, auteur des plans du parc Josaphat, de dessiner les plans de la place. En haut de la place se trouve un monument-fontaine en hommage aux bienfaiteurs des pauvres de Schaerbeek, monument dessiné par Joseph Coosemans, artiste-peintre décédé trois ans avant l'inauguration, et réalisé par le sculpteur Godefroid Devreese. Au milieu de la place se trouve un bassin récoltant les eaux de la fontaine. L'ensemble a été créé en tenant compte de la dénivellation de la place et offre une vue dégagée de l'avenue Rogier.
Le monument lui-même figure une allégorie de la Charité protégeant les orphelins. Des jets et des cascades d'eau émanent de la base du monument et alimentent un bassin entourant le monument. Au centre du bassin figure une femme allongée contemplant un écusson représentant un arbre fruitier, rappelant que Schaerbeek fut une commune de vergers. Le monument aux Bienfaiteurs et ses abords sont classés depuis le 10 juillet 2008.
Les maisons bordant la place des Bienfaiteurs ont été construites dans des styles très différents tout en gardant une homogénéité. Plusieurs bâtiments datent d'avant la Première Guerre mondiale d'autres datent de l'entre-deux-guerres.
La numérotation des maisons va de 1 à 32 dans le sens inverse des aiguilles d'une montre.

## Adresses notables
- no 5 : Maison Leblicq, classée depuis le 10 juillet 2008, par l'architecte Henri Jacobs
- no 6 : Maison Charles Fortin, classée depuis le 10 juillet 2008, par l'architecte Henri Jacobs
- no 7 : Tein Telecom
- no 13 : La Strada

## Arbres remarquables
Ci-dessous, les 10 arbres remarquables de la place répertoriés par la Commission des monuments et des sites :
| nom français                | nom latin              | no maison | cir. en cm |
| --------------------------- | ---------------------- | --------- | ---------- |
| Érable à feuilles de frêne  | Acer negundo           |           | 180        |
| Érable plane                | Acer platanoides       |           | 183        |
| Érable plane                | Acer platanoides       |           | 183        |
| Marronnier commun           | Aesculus hippocastanum |           | 338        |
| Marronnier commun           | Aesculus hippocastanum |           | 312        |
| Platane à feuilles d'érable | Platanus x hispanica   |           | 293        |
| Platane à feuilles d'érable | Platanus x hispanica   |           | 233        |
| Tilleul argenté             | Tilia tomentosa        |           | 316        |
| Tilleul argenté             | Tilia tomentosa        | 9         | 308        |
| Tilleul argenté             | Tilia tomentosa        |           | 283        |

## Transport public
- STIB
  - arrêt Bienfaiteurs des trams 25, 35 et 62
  - arrêt Bienfaiteurs du bus 65
  - arrêt Bienfaiteurs du bus Noctis N04
- Station de taxi Bienfaiteurs